# Chisa
Chisa település Franciaországban, Haute-Corse megyében. Lakosainak száma 106 fő (2022. január 1.). Chisa Cozzano, Zicavo, Serra-di-Fiumorbo, Solaro és Ventiseri községekkel határos.

## Népesség
A település népességének változása:
| Lakosok száma | 115  | 56   | 88   | 99   | 97   | 99   | 100  | 102  | 104  | 106  |
|               | 1968 | 1982 | 1990 | 2006 | 2013 | 2015 | 2017 | 2019 | 2020 | 2022 |